# Manuel de Salamanca
Manuel Silvestre de Salamanca Cano (* Ende des 17. Jahrhunderts in Mora (Toledo), Spanien; gestorben im Dezember 1775 in Santiago de Chile) war ein spanischer Offizier und Kolonialverwalter, der von 1734 bis 1737 als Gouverneur in Chile amtierte.

## Leben

### Herkunft und Jugend
Salamanca wurde als Sohn von Domingo Salamancy y Lumbreras und seiner Ehefrau Josefa Cano de Aponte in der Nähe von Toledo geboren. Das genaue Geburtsdatum ist nicht bekannt. Er heiratete Isabel de Zabala.
Er schlug eine Militärkarriere ein und nahm am Spanischen Erbfolgekrieg teil, so bei der Belagerung und Einnahme von Barcelona.

### Militärkarriere in Chile
Mit königlichem Patent vom 29. November 1716 wurde er als Kavallerieoffizier nach Chile entsandt. Sein Onkel Gabriel Cano de Aponte, der Bruder seiner Mutter, hatte im Dezember 1717 das Amt des chilenischen Gouverneurs übernommen. Salamanca stieg zum Generalbevollmächtigten (spanisch: Procurador General) des Heeres auf, reiste nach Lima, um Verstärkungen und Nachschub nach Chile zu bringen. Auf der Fahrt mit dem Schiff schlug er bei Arica einen Angriff englischer Freibeuter zurück; in Lima wurde er zum Maestro de Campo ernannt. Damit war er zweithöchster Kommandeur der Kolonie und hatte den Gouverneur in dessen Abwesenheit an der Front gegen die Mapuche zu vertreten.
1723 war es zum Aufstand der indigenen Bevölkerung gekommen, den Salamanca mit militärischer Härte niederschlug.

### Amtszeit als Gouverneur
Mit dem Tode seines Onkels wurde die Stelle des Gouverneurs vakant. Der oberste Richter (Spanisch: Oidor Decano) der Real Audiencia von Chile, Francisco de Sánchez de la Barreda, übernahm das Amt und ernannte Salamance zum Gouverneur von Concepción. Der Vizekönig von Peru, José de Armendáriz, bestätigte jedoch Barreda nicht im Amt, sondern benannte Salamanca an seiner statt.
In seine Amtszeit fiel der Wiederaufbau von zahlreichen Kirchen und Missionen, vor allem der Jesuiten, die in den vorangegangenen Indianerkriegen zerstört worden waren.
Am 15. November 1737 übergab er sein Amt an José Antonio Manso de Velasco, der als regulärer Nachfolger mit königlicher Urkunde aus Europa kam.